# Marios Karoyian
Marios Karoyian (nacido el 31 de mayo de 1961 en Nicosia) es un político chipriota de origen armenio. 
Estudió ciencias políticas en la Universidad de Perugia, en Italia. Está casado y tiene dos hijos. Habla griego, inglés, italiano y español con fluidez. Es miembro del Partido democrático. Fue Presidente del Parlamento de Chipre entre marzo de 2008 y junio de 2011.